# 모성 결핍

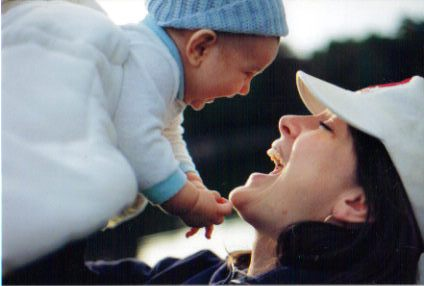
엄마와 아이의 모습

모성 결핍은 비록 어머니의 상실이 개발 중인 아이에 대한 영향을 일찍이 프로이트와 다른 이론가에 의해 고려되었지만, 유아와 어린 아이들을 그들의 엄마(또는 엄마 대역)로부터 분리하는 효과에 대한 정신분석학자이자 정신분석학자 존 보울비의 초기 연구를 요약한 과학 용어이다. Bowlby는 비행 아동과 애정 없는 아동에 대한 연구, 그리고 병원 및 기관 관리의 효과로 인해 2세에 이어 런던 타비스토크 클리닉 아동 부모 부서장으로 재직하면서 전후 유럽의 노숙 아동 정신 건강에 관한 세계 보건 기구의 보고서를 작성하게 되었다. 제2차 세계 대전 결과는 모성 결핍 가설을 제시하는 1951년에 출판된 모성 간병 및 정신 건강의 모노그래프였다.
보울비는 스피츠(1946년)와 골드파브(1943년, 1945년)를 포함하여 유럽과 미국 전역에서 그 당시 존재했던 경험적 증거를 수집했다. 그의 주요 결론은 "아기와 어린 아이는 만족과 즐거움을 모두 찾는 어머니(또는 영구적인 어머니 대용품)와 따뜻하고 친밀하며 지속적인 관계를 경험해야 한다"며, 그렇게 하지 않는 것이 중요하고 되돌릴 수 없는 정신 건강에 영향을 미칠 수 있다는 것은 논란의 여지가 있는 동시에 영향력 있는 것이었다. 이 모노그래프는 14개의 언어로 출판되었으며 영어 버전에서만 40만 부 이상이 판매되었다. 보울비의 연구는 발달을 위해 모성 간호가 필수적이라는 오토 랭과 이안 수티의 제안을 넘어 그러한 간호를 박탈당한 아이들의 잠재적 결과에 초점을 맞췄다.
1951년 WHO 간행물은 유아 및 소아 의료 기관의 관행과 보편성을 광범위하게 변화시키고, 부모가 더 자주 그리고 더 오래 방문할 수 있도록 병원에 입원한 아동의 체류에 관한 관행을 바꾸는 데 큰 영향을 미쳤다. 비록 이 모노그래프는 주로 가정에서 아이들을 내보내는 것에 관한 것이었지만, 반환 및 복귀 군인의 고용 극대화에 대해 우려하는 정부에 의해 여성들이 일을 하거나 아이들을 어린이집에 맡기는 것을 단념시키기 위한 정치적 목적으로도 사용되었다. 이 출판물은 또한 정신분석학자, 심리학자와 학습이론가들 사이에서 큰 논란을 일으켰고, 아이들의 초기 관계에 대한 중요한 논쟁과 연구를 불러일으켰다.
모성간호 및 정신 건강에서 결론을 설명할 수 있는 제한된 경험적 데이터와 포괄적인 이론의 결여는 Bowlby에 의한 애착 이론의 후속 공식으로 이어졌다. Bowlby의 Maternal Care and Mental Health 출판 이후, 진화 생물학, 생태학, 발달 심리학, 인지 과학 및 제어 시스템 이론과 같은 분야에서 새로운 이해를 얻었고, 유아의 유대 관계에 기초하는 메커니즘이 출현했다는 혁신적인 제안을 공식화하기 위해 이들 분야에 의존했다. 진화적인 압력. Bowlby는 1969년과 1980년 사이에 출판된 그의 이후 연구에서 모성 관리와 정신 건강에서 "의혹된 원인과 결과를 연결할 수 있는 데이터의 결여와 이론의 결여"를 훌륭하게 만들었다고 주장했다.
비록 모성 결핍 이론의 중심 원칙, 즉 자녀들의 대인 관계 경험이 심리 발달에 매우 중요하며, 자녀와의 지속적인 관계의 형성이 경험, 훈련 및 보육 제공만큼이나 육아에도 중요하다는 것이 일반적으로 받아들여지고 있다.테드, 이산 증후군으로서 "성공 실패"와 같은 심각한 박탈과 관련된 것 외에는 현재 많이 사용되는 개념이 아니다. 초기 관계 영역에서는 대체로 애착 이론과 유아-부모 상호작용에 관한 다른 이론으로 대체되었다. 개념적으로 부모의 결핍은 나중의 어려움의 직접적인 원인이라기 보다는 취약성 요인으로 간주된다. 의료기관 관리와 관련하여, 의료기관 관리에서 발생할 수 있는 빈곤, 박탈, 과소 자극 및 결핍의 개별 요소에 대한 많은 후속 연구가 있었다.

## 역사
과학 연구는 아이를 빼앗긴 것에 대해 엄마들의 슬픔을 강조해왔지만 역사적으로 어린 아이들이 엄마를 잃은 것에 대해서는 거의 언급되지 않았다. 이는 아마도 유아기에 엄마를 잃은 것이 모유 수유아에게 죽음을 자주 의미했기 때문일 것이다. 19세기에 프랑스 사회는 유아가 수양모 가정에서 모유를 먹이고 젖을 뗀 후 친가족으로 돌아가는 제도를 관료화했고, 이러한 이중 분리가 아이에게 미칠 수 있는 영향에 대해서는 아무런 우려가 없었다.
지그문트 프로이트는 어머니의 상실이 개발 중인 아이에게 미치는 잠재적 영향을 가장 먼저 강조한 사람 중 하나였을 수 있지만, 그의 관심은 아이가 영양가 있는 가슴의 상실에 대해 느낄 수 있는 불안감보다는 실제 산모 관리 경험에 덜 집중했다. 프로이트 이론의 일부가 유아의 실제 관찰에 기초했기 때문에 실제 상실 경험의 영향을 고려하려는 노력은 거의 없었다.

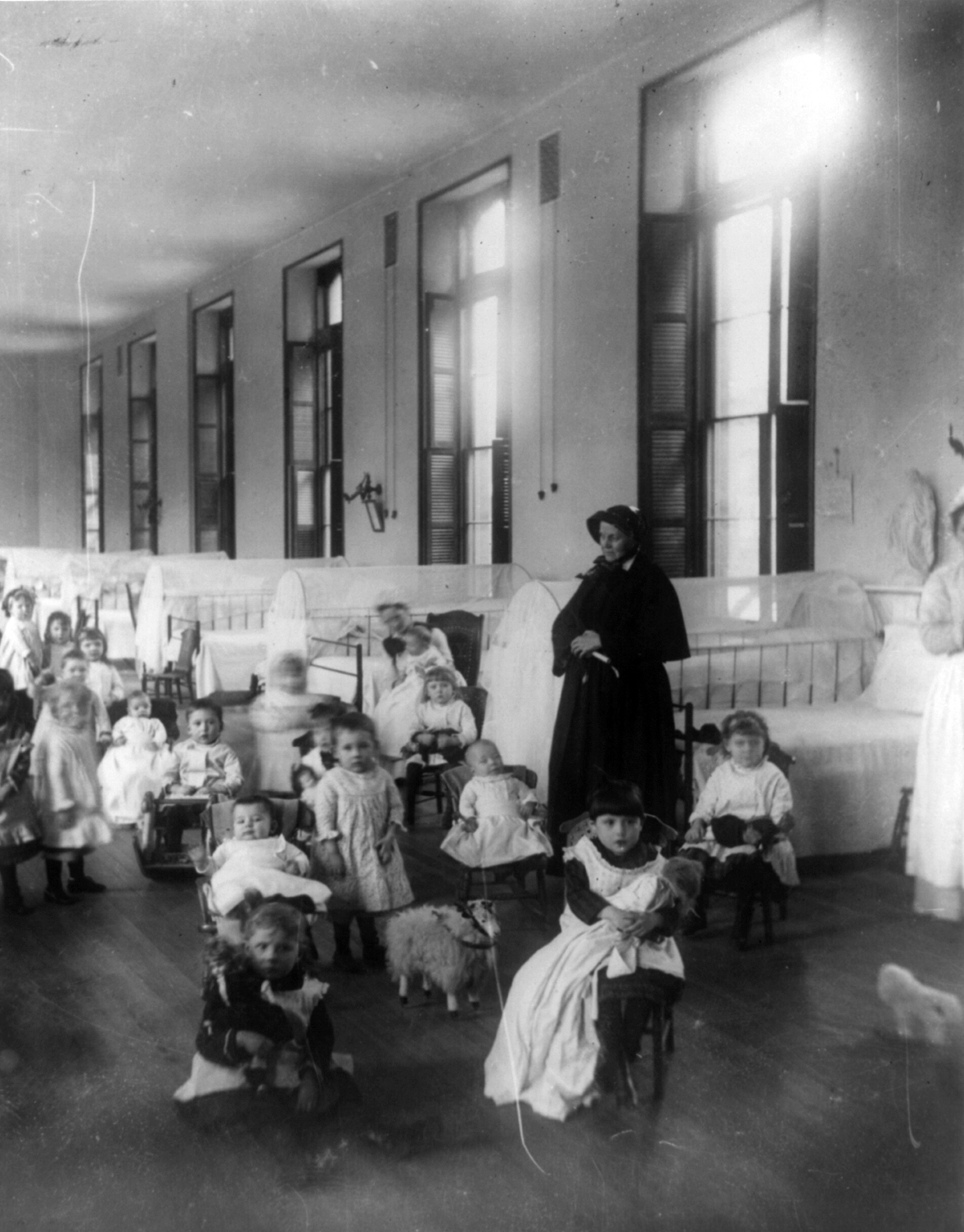
1980년대 뉴욕의 파운들링 병원에서, 아이린 보육교사의 모습

어머니와의 유아 경험에 대한 프로이트의 초기 추측에 따라, 오토 랭크는 출생 트라우마에 대한 성격 발달에 있어 강력한 역할을 제안했다. 랭은 출산이 불편한 신체적인 사건이기 보다는 산모와 별거로서 겪는 충격적인 경험을 강조했다. 랭크가 이 생각을 소개한 지 얼마 지나지 않아, 일찍 세상을 떠난 영국 의사 이안 수티는 아이의 기본적 욕구가 어머니 사랑을 위한 것이라고 제안했고, 그의 가장 큰 걱정은 그러한 사랑이 상실될 것이라는 것이다.
1930년대에, 데이비드 레비는 그가 "1차적인 영향"이라고 부르는 아이들의 배고픔에 대한 영향을 그들의 어머니로부터 아주 일찍 제거했고 기관과 여러 위탁 가정에서 자랐다고 언급했다. 이 아이들은 겉으로는 종종 유쾌하지만 속으로는 무관심해 보였다. 그는 "발달하는 유기체 내에 중요한 영양 요소의 결핍에 버금가는 정서적 삶의 결핍 질병"이 있을 수 있는지 의문을 제기했다. 일부 정신과 의사, 심리학자 및 소아과 의사들 또한 불임 상태에 사로잡혀 있는 병원과 기관의 높은 사망률로 인해 인간 또는 아기와의 접촉이 손상되는 것을 우려했다. 한 희귀 소아과 의사는 "이 병동에 들어오기 전에 손을 두 번 씻어라"는 표지판을 "아기를 데려오지 않고 이 유치원에 들어가지 마라"는 표지판으로 바꾸기까지 했다.
1930년대에 발표된 일련의 연구에서, 심리학자 Bill Goldfarb는 관계를 형성할 수 있는 능력뿐만 아니라 위탁 보육의 일치된 그룹과 비교해서 제도화된 아이들의 IQ에도 결함이 있다고 지적했다. 1930년대에 실시된 또 다른 연구에서는, 어린 고아원 아이들의 IQ 감소에 주목하여, 불임 고아원에서 갓난아기를 내쫓고, 그들을 돌볼 수 있는 "약한 정신의" 나이든 여자아이들에게 맡겼다. 아기들의 IQ가 급격히 증가했다. 수십 년 후 뒤늦게 인정을 받았음에도 스켈스의 연구는 과학적 엄격함이 부족하다는 비난을 받았다.
정신분석학자 르네 스피츠는 1930년대와 40년대에 모성 결핍과 병원주의의 영향에 대한 연구에 착수했다. 그의 조사는 친숙한 간병인과 갑작스레 장기간 별거한 유아들에게 초점을 맞췄다. 예를 들어, 산모가 감옥에 보내졌을 때 말이다. 따라서 이러한 연구와 결론은 제도적 양육에 대한 조사와는 달랐다.
스피츠는 슬픔, 분노, 그리고 부분적인 감정적 박탈에 대한 아이의 반응을 묘사하기 위해 아나클리트 우울증이라는 용어를 채택했고, 사랑의 대상이 3~5개월 안에 아이에게 돌아가면, 그들은 빠르게 회복되지만, 5개월이 지나면 점점 더 심각한 증상을 보일 것이라고 제안했다.심한 열화. 그는 완전한 박탈감에 대한 이러한 반응을 "병원주의"라고 불렀다. 그는 또한 유아를 직접 관찰한 최초의 사람 중 한 명이었다. 결론은 뜨거운 논쟁을 거쳤으며 널리 받아들여지지 않았다.
제2차 세계 대전 기간 동안, 다른 아이들과 관계를 형성함으로써 대처할 수 있는 능력을 포함하여, 대피하거나 고아가 된 아이들은 분리에 대한 그들의 반응을 요약한 연구의 대상이었다. 이 자료 중 일부는 전쟁 후 시기까지 출판되지 않은 채 남아 있었으며, 상실감에 대한 어린 아이들의 반응을 이해하는 데 점차적으로만 기여하였다.
대부분의 정신분석학자들과 달리, 보울비는 런던 아동지도 클리닉에서 일하면서 불우한 아이들과 함께 일했던 직접적인 경험을 가지고 있으며, 1940년에 발표된 논문에서 아이들의 초기 생활에 대한 더 많은 조사를 촉구했다. 그는 두 가지 환경적 요인이 어린 시절에 가장 중요하다고 제안했다. 첫 번째는 어머니의 죽음, 즉 그녀와의 오랜 이별이었다. 둘째는 아이에 대한 엄마의 감정적인 태도였다. 이어서 클리닉을 통해 수집된 44명의 청소년 절도범에 대한 연구가 실시되었다. 표본에는 많은 문제가 있는 부모의 행동들이 있었지만, Bowlby는 기록하기 쉬운 한 가지 환경적 요인, 즉 아이와 엄마의 장기간 조기 분리를 검토하고 있었다. 44명의 절도범 중 14명이 보울비가 '애정 없는 성격'이라고 규정한 범주로 분류되었다. 이 14개 중 12개는 대조군 중 단 2개만이 아닌 장기 산모 분리를 겪었다.
2011년에 발표된 NIH 연구는 아동의 1차 간병인으로부터 단기적이고 비외상적인 분리의 영향을 조사했다. 실험대상은 최소 일주일간 1차 보호자와 별거한 유아들이었다. 소득, 안정성, 양육 방식 등 다양한 요소를 통제한 결과, 분리된 유아에서 3~5세 때 공격성이 증가했지만 다른 인지 장애는 발견되지 않았다. 연구의 대부분의 유아는 종종 유아의 가정에서 가까운 친척이나 다른 부모와 함께 지냈으며, 이는 이상적인 환경에서도 모성 분리가 유아의 발달에 지속적인 악영향을 미칠 수 있음을 시사한다.

## 정신적 관리와 건강
Bowlby는 비행 아동과 애정 없는 아동에 대한 연구, 그리고 병원 및 기관 관리의 효과로 인해 2세에 이어 런던 타비스톡 클리닉 아동 부모 부서장으로 재직하면서 전후 유럽의 노숙 아동 정신 건강에 관한 세계 보건 기구의 보고서를 작성하게 되었다.제2차 세계 대전 Bowlby는 대륙과 미국을 여행하며 사회복지사, 소아과 의사, 아동 정신과의사 등과 소통하며 이 문제에 대한 문헌을 이미 출판한 사람들을 포함했다. 이 저자들은 주로 서로의 작업에 대해 알지 못했고, 직접 관찰부터 소급 분석, 비교 그룹에 이르는 다양한 방법에도 불구하고 보울비는 연구 결과를 함께 도출하고 설명된 유사성을 강조할 수 있었다.
게다가, 도로시 벌링엄과 안나 프로이트가 전후의 혼란으로 인해 가족과 헤어진 아이들을 대상으로 한 영국의 작업과 볼비 자신의 작업이 있었다. 그 결과는 1951년에 출판된 모성 간병 및 정신 건강의 모노그래프로, 모성 결핍 가설을 제시한다. WHO 보고서는 이어서 공공 소비를 위한 요약판인 "Child Care and the Growth of Love"를 발간했다. 이 책은 전세계적으로 50만 부 이상 팔렸다. 보울비는 제도적, 병원적 돌봄뿐만 아니라 "미혼모"와 어수선하고 신체적으로 소외된 가정에서의 자녀들을 퇴출시키는 정책들, 어려움에 처한 가족에 대한 지원 부족 등을 다루었다. 다양한 분야에서 볼비는 적절한 연구의 부족을 언급하고 이것이 취할 수 있는 방향을 제시했다.

## Bowlby의 이론 상 주요 개념
Bowlby는 부모의 양육의 질이 아이의 발달과 미래의 정신 건강에 매우 중요하다고 생각했다. 유아와 어린 아이는 만족과 즐거움을 찾은 그의 엄마와 따뜻하고, 친밀하고 지속적인 관계를 경험해야 한다고 믿어졌다. 이러한 관계를 고려할 때, 죄책감과 불안감(과다 시 정신 질환의 특징)은 조직적이고 온건한 방식으로 전개될 것이다. 자연히 극단적인 감정들은 조절되어 발전하는 아이의 성격 조절에 순응하게 될 것이다. 그는 "초기에는 어머니와의 이 복잡하고 보람 있는 관계는 아버지와 형제자매와의 관계에 따라 수없이 달라졌고, 아동 정신과 의사들과 다른 많은 사람들이 현재 인격과 정신 건강의 근간을 이루고 있다고 믿고 있다."
아이가 이런 관계를 갖지 못한 상황을 그는 "모성 결핍"이라고 불렀다. 이 용어는 기관, 주택 보육원 및 병원에서 드물지 않은 거의 완전한 박탈, 엄마 또는 엄마 대신이 작은 아이에게 필요한 애정 어린 보살핌을 제공할 수 없는 부분적 박탈, 엄마의 보살핌에서 아이를 떼어냈지만 누군가의 보살핌을 받는 가벼운 박탈에 이르기까지 다양한 범위를 포괄했다. 그가 누구를 믿었는지 잘 알고 있다. 완전한 또는 거의 완전한 박탈은 "관계를 맺을 수 있는 용량을 완전히 마비시킬 수 있다.

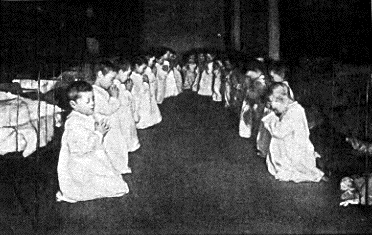
주택형 보육원의 모습이다.

부분적인 결핍은 아이가 통제할 수 없는 극심한 불안감, 우울증, 궁핍감, 그리고 강력한 감정으로 이어질 수 있다. 그러한 정신적 장애의 최종 산물은 신경증과 성격의 불안정일 수 있다. 그러나, 모노그래프의 주요 초점은 보다 극단적인 형태의 박탈에 있었다. 초점은 "붕괴된 가정"이라는 초기 개념보다는 거의 완전한 박탈이라는 맥락에서 자녀와 그의 엄마, 아빠와의 관계를 발전시키고 부모-자녀 관계를 교란시키는 것이었다.
사회정책 측면에서 볼비는 부모가 경제적 제공을 위해 더 큰 사회에 의존하기 때문에 사회의 지지를 받아야 하며 "공동체가 아이들을 소중히 여긴다면 부모를 소중히 여겨야 한다"고 조언했다. 또한 "남편이 없는" 3세 미만 아이의 엄마들은 엄마가 직장을 구하는 동안 아이를 부적절하게 돌보기 보다는 집에서 아이를 돌볼 수 있도록 지원되어야 한다. 엄마 없이 유아 또는 어린 아이를 손에 들고 떠난 아버지에게는 "가정주부"를 제공하여 아이들이 집에 머물 수 있도록 해야 한다.
다른 제안에는 "가장 언급이 적고 가장 빨리 수정된" 접근법보다는 위탁 가정에 대한 적절한 지급과 보호자 선정, 및 자녀에 대한 솔직하고 유익한 토론이 포함되었다. 아이들은 최악의 부모에게도 충성하고 사랑했으며, 그러한 사실을 판단하지 않고 이해해야 한다는 지적이 강하게 제기되었다.
아이들을 집에서 내보내는 문제에 대해, 볼비는 아이들이 부모에게 느끼는 유대감의 강도를 강조했고, 왜 그가 말했듯이, "아이들이 좋은 시설보다 나쁜 집에서 더 잘 자라나"는지에 대해 토론했다. 그는 가능한 한 제거보다는 상황을 개선하고 가족 내에서 보살핌을 제공하기 위해 부모들과 확대된 가족들에게 제공되는 지원에 적극 찬성했다.

## '모성'의 개념
Bowlby는 "엄마 (혹은 엄마 대용품)"라는 표현을 사용했다.흔히 사용되는 바와 같이, 모성 박탈이라는 용어는 모성 박탈이 친모, 입양 또는 위탁모의 박탈, 자녀에게 성별이나 관계를 제공하는 일관된 보살핌 성인, 정서적 관계, 또는 많은 경우 "모성"이라고 불리는 돌봄 유형의 경험 중 어느 것이어야 하는지가 불분명하기 때문에 모호하다. 문화들 1962년 메리 에인스워스의 다음의 진술이 나타내듯이, 이 용어의 정확한 의미에 대한 질문은 결코 새로운 것이 아니다.
"비록 인생의 초기 몇 달 동안 거의 항상 아이와 상호작용하는 것은 엄마이지만… 다른 인물, 특히 아버지의 역할은... 중요성을 인정받고 있다. 외부적 박탈감... 거의 관심을 받지 못했다... 제도화의 경우... 아이가 엄마 형상뿐만 아니라 아버지 형상과의 상호작용을 박탈당했기 때문에 '부적 박탈'이라는 용어가 더 정확했을 것이다. '빈곤'이라는 용어의 사용을 권장하지 않고 대신 '불충족', '불연속', '왜곡'이라는 용어의 대체를 권장하는 것이 더 나을 수 있다." Ainsworth는 시사하는데, "모성"이라는 단어나 "빈곤"이라는 단어 모두 고려 중인 현상의 문자 그대로 정확한 정의는 아닌 것 같다.
Ainsworth의 동시대인은 "아이의 실제 엄마 및 어느 한쪽 성별의 다른 사람 중 상당 기간 동안 아이의 물리적 어머니를 대신할 수 있는 사람을 의미하는 용어"라고 말했다.[30] 그러나 또 다른 동시대인은 "엄마와 아이가 상징하는 동적 결합의 준신비적 결합"을 언급했다.

## 의료기관 관리에 미친 영향
모성간호 및 정신 건강 간행물의 실질적 효과는 WHO 1962년 간행물 "모성간호 박탈: 그 영향 재평가"의 서문에 설명되어 있으며, 이는 아동의 제도적 광범위한 변화와 관련하여 "거의 전적으로 유익하다".

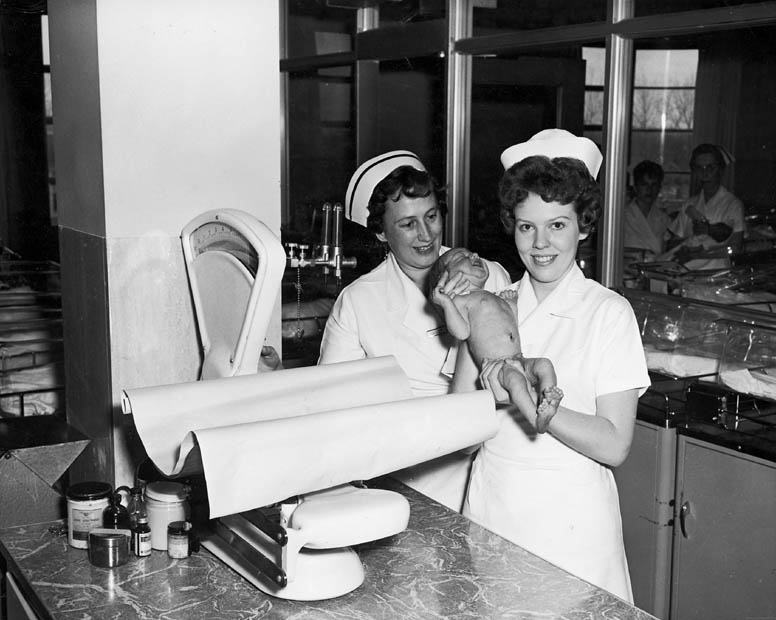
1995년의 산모 병동 모습.

부모들이 입원 아동들을 자주 방문하도록 허용하는 관행은 표준이 되었고, 노숙 아동들을 기관이 아닌 위탁 보호자에게 맡기는 움직임과 대체 보호자의 전문화를 향한 움직임이 있었다. 병원에서, 이러한 변화는 사회 사업가와 정신분석가 제임스 로버트슨의 작업에 의해 더욱 촉진되었는데, 제임스 로버슨은 병원에서 분리의 고통스러운 영향을 촬영했고 1952년 다큐멘터리 영화 "병원에 가는 두 살"을 만드는 데 있어 볼비와 협력했다.
마이클 루터에 따르면, "모성 결핍"에 대한 보울비의 초기 글의 중요성은 아이들의 대인 관계에 대한 경험이 그들의 심리 발달에 결정적이고 아이와의 지속적인 관계의 형성이 전처 제공만큼이나 양육의 중요한 부분이라는 점에 있었다.경험, 훈육, 보육. 비록 그 당시 많은 사람들이 이러한 견해를 거부했지만, 논쟁은 시간이 지남에 따라 간병인의 일관성과 부모의 자녀 개성에 대한 민감성 측면에서 양육을 고려할 필요성에 초점을 맞췄고, 이제는 일반적으로 받아들여지고 있다. Bowlby의 이론은 초기 관계의 본질에 상당한 관심과 논쟁을 불러일으켰으며, 매우 어렵고 복잡한 분야에서 Mary Ainsworth가 "대단한 연구 기관"이라고 묘사한 것에 강한 자극을 주었다.

## 정신적 분석
Bowlby는 감각적 욕구의 충족을 유아와 엄마 사이의 관계의 기초라고 보는 정신분석 이론에서 출발했다. 식품은 주요 추진력으로 간주되었고, 관계, 즉 "의존성"은 이차적인 것이었다. 그는 이미 지배적인 클레아니아 이론과 충돌하고 있었다. 아이들의 정서 문제는 외부 세계의 사건 때문이 아니라 공격적인 추진력과 자유주의적 추진력 사이의 내부 충돌에서 비롯된 환상 때문이다. (정신분석가들과의 충돌은 그의 사후 완전히 회복할 수 없게 되었다.)
윤리적이고 진화적인 원칙을 포함하는 부착 이론의 개발, 그가 효과적으로 배제되었을 때). Bowlby는 또한 의존성과 강화에 대한 사회 학습 이론의 견해와 결별했다. 대신에 볼비는 아이들이 정서적으로 성장하기 위해서는 친밀하고 지속적인 보살핌 관계가 필요하다고 제안했다.
나중에 보울비는 정신분석학자들이 아이의 내적 환상 세계에 초점을 맞추는 것과 달리, 공부해야 할 중요한 영역은 아이가 실제 생활에서 그리고 특히 그들 사이의 상호작용에서 부모에 의해 어떻게 다뤄지는지에 대한 결론을 내렸다고 말했다. 그는 이 특정한 시기에 실제로 아이들을 집에서 내쫓는 것을 선택했는데, 그 영향을 연구할 수 있고, 그것이 아이의 발달에 심각한 영향을 미칠 수 있고 예방할 수 있기 때문이다.
또한, 제2차 세계대전 전 동료들은 아이의 실제 경험 및 보호자와의 관계의 중요성에 대해 이미 표현해 왔던 견해를 "전혀 불신"으로 맞닥뜨렸다. 이것은 그가 초기 경험이 있는 아이에게 미치는 영향에 대해 훨씬 더 체계적인 지식이 필요하다는 것을 알게 했다. Bowlby와 그의 동료들은 유아와 어린이를 직접 관찰하는 연구가 단지 관심의 대상이 아니라 이 분야의 과학 발전에 필수적이었다는 견해의 선구자였다.

## 동물 실험연구

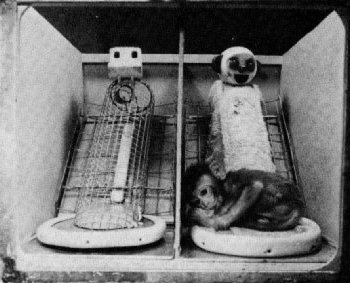
Harley Harlow의 사랑의 본질(The Nature of Love)에 등장하는 사랑의 와이어와 어미 대체 인형 실험이다.

연구원들은 수년 동안 실험적인 모성 결핍 패러다임을 이용하여 우울증, 알코올중독, 공격성, 모성-유아 결합 및 비인간 영장류와 다른 실험 동물의 다른 조건 및 현상을 연구해 왔다. 가장 영향력 있는 것은 1950년대 중반 Harry Hallow가 자신의 위스콘신 대학-매디슨 실험실에서 모성-유아 유대관계와 다양한 정신질환 상태를 연구하기 위해 전체 또는 부분적인 고립과 무생물 대리모와 함께 아기 원숭이를 키우기 시작한다는 점이다.
할로우의 실험실에서, 아기 붉은털 원숭이는 즉시 어미에게서 분리되었고, 연구원들에 의해 종종 "철처녀"라고 불리는 천이나 철사 대리모들과 함께 놓여졌다. Hallow는 아기들이 철사로 만들어진 것과 천으로 덮인 것 둘 다에 대해 무생물 엄마들에게 애착이 된다는 것을 발견했고 아기들을 떼어내면 "겁에 질려 비명을 질렀다". Harlow와 그의 동료들은 나중에 "아기 원숭이들에게 공포와 불안감을 심어주기"를 의미하는 "악의 인공 엄마"를 개발했지만, 연구자의 가설과 달리 이 동물들 역시 그들의 대리인들에 대한 애착을 보여주었다.

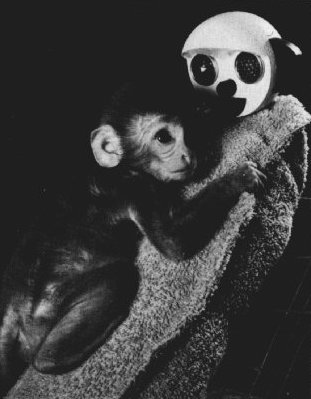
공포 테스트에서 피실험 원숭이가 엄마 모형 인형에게 안기고 있다.

이후 실험에서는 원숭이에게 "심각하고 장기적인 우울증"을 일으키는 것으로 밝혀진 "절망의 구덩이"라고 이름 붙여진 스테인리스강 수직 격실을 사용하여 동물의 정신 건강과 대인 유대감에 대한 전체 및 부분적 고립의 영향을 연구할 것이다. 이와 유사하게, Harlow는 맨 철조망에서 고립을 연장하는 것이 원숭이들에게 "자체적으로 움켜쥐고 흔들고" 나중에는 "외부 자극에 대한 무관심과 무관심"을 포함한 "심각한 행동 이상"을 갖게 한다는 것을 발견했다. Hallow는 이러한 행동을 정신분열증에 비유했다.
이후 유아기에 홀로 자란 산모와의 유대를 실험하기 위한 실험들이 고안되었다. 이 초기 결핍은 엄마들의 정서발달을 지연시켰고, 성관계에 참여하고 다시 임신을 할 수 있는 엄마의 능력을 지연시킨 것으로 밝혀졌다. 이에 대응하여, 할로우와 그의 동료들은 어머니들에게 "강간 선반"이라고 이름 붙여진 장치를 만들었다.
Hallow는 이 원숭이들이 일단 새끼를 낳고 나면, "어떤 종류의 사랑도 경험하지 못한 원숭이 엄마들은 그들의 아기들에 대한 사랑이 결여되어 있다"라고 쓴 그들의 자손들을 거의 돌보지 않는다는 것을 발견했다. 어떤 엄마들은 그들의 아이들을 그냥 무시한 반면, 할로우 씨는 다른 엄마들은 다른 엄마들을 "악하고 학대했다"고 묘사했고, 어떤 엄마들은 "아기의 얼굴을 바닥에 짓눌렀고, 아기의 발과 손가락을 물어뜯었고, 어떤 경우에는... 갓난아기의 머리를 입에 넣고 달걀 껍질처럼 으스러뜨린다."
할로우의 실험은 혁명적인 것으로 알려졌으며 또한 과학적으로 무효하고 가학적으로 잔인하다는 강력한 비판을 받았다. Harlow의 전 학생인 John Gluck은 이렇게 말했다. "한편으로는 원숭이 인식과 사회 발전에 대한 그의 연구는 동물들이 의도와 감정으로 가득 찬 주관적인 삶을 사는 것에 대한 관점을 키웠다. 반면, 그는 자신의 발견의 윤리적 이식을 무시하는 듯한 연구 수행으로 비판을 받아왔다."
비인간 영장류에 대한 모성 결핍 실험은 21세기까지 계속되어 왔으며 여전히 논란이 되고 있다. 할로우의 초기 협력자인 스티븐 수오미는 NIH 연구실에서 붉은털 원숭이를 대상으로 모성 결핍 실험을 계속해 PETA, 의회 의원 등으로부터 거센 비난을 받아왔다.

## 논쟁, 왜곡 및 비판
정신분석학적 생각과의 깊은 차이 외에도, 보울비의 논문의 이론적 근거는 여러 가지 면에서 논란이 되었다. 일부는 정상적으로 기능하기 위해 모성애(또는 동등한)의 필요성, 또는 아이와의 지속적인 관계의 형성이 양육의 중요한 부분이라는 데 크게 동의하지 않았다. 초기 경험이 지적 발달과 심리 발달에 심각한 영향을 미친다는 생각 자체가 논란이 되고 있었다. 다른 이들은 그의 가설이 얼마나 증거에 의해 뒷받침되는지 의문을 제기했다. 빈곤(기본 애착 수치 없음)과 박탈(기본 애착 수치 상실)의 영향과 특히, 1차 애착 수치 부족의 영향과 아동에게 영향을 미칠 수 있는 다른 형태의 박탈과 과소 자극의 영향을 구분하지 못한다는 비판이 있었다. 기관들.
또 모성빈곤이라는 광범위한 제목 아래 내재된 경험이 인격 발달에 어떤 영향을 미칠 수 있는지에 대한 설명도 없었다는 지적이 나왔다. Bowlby는 1988년 자신의 연구에서 그 데이터가 "당시 어떤 이론으로도 수용되지 않았고 세계보건기구에 고용된 짧은 기간에는 새로운 데이터를 개발할 가능성이 없었다"고 설명했다. 그리고 나서 그는 애착 이론의 후속 발전을 묘사했다.
비판 외에도, 그의 생각은 종종 다양한 목적으로 지나치게 단순화되거나, 잘못 전달되거나, 왜곡되거나 과장되었다. 이것은 논란을 고조시켰다. 1962년에 WHO는 Bowlby의 가까운 동료인 Mary Ainsworth가 최근의 연구 개발을 발표하고 오해를 해결하기 위해 그의 승인에 기여한 모성 보호 박탈: 그 효과에 대한 재평가(Deprivation of Maternal Care: A Reassessment of its Effects)를 발표했다.
Bowlby의 작품은 자연 어머니와의 이별, 제도적 돌봄 경험 또는 다수의 "엄마들"이 필연적으로 심각한 감정적 박탈을 초래하고 때때로 그러한 경험을 겪는 모든 아이들이 "애정 없는 아이들"로 발전한다는 것을 의미하는 것으로 잘못 해석되었다. 그 결과, 한 사람(산모)에 의한 24시간 보육만이 충분했고, 탁아소와 보육시설은 충분하지 않았으며, 산모들은 일하러 나가지 말아야 한다고 주장되었다. WHO는 탁아소와 주름살이 심각하고 영구적인 해로운 영향을 미칠 수 있다고 충고했다.
이러한 비난은 제2차 세계대전 후 귀순 및 귀순 군인의 고용을 우려하는 정부 정책에 적합했다. 사실, Bowlby는 적절한 관리를 "명부별로" 제공할 수 없다는 입장이었지만, 아기들은 다른 사람에 의한 정기적인 보살핌에 익숙해져야 하며, 워킹맘을 위한 대체 치료의 핵심은 규칙적이고 지속적인 보살핌이 되어야 한다는 것이었다. 그는 1958년 간행물 '내 아기를 떠날 수 있을까?'에서 이 점을 언급했다. 1962년 WHO 간행물의 Ainsworth는 또한 양육 연속성에 대한 요구사항이 배타적인 산모-자녀 쌍 관계를 의미하지 않는다고 지적함으로써 이러한 오해를 해결하려고 했다.
아이들이 좋은 시설보다 나쁜 집에서 더 잘 살 수 있다는 보울비의 인용 가능한 발언은 종종 극단으로 치닫았고, 아무리 소홀하고 부적절하더라도 아이들을 집에서 내쫓기를 꺼려했다. 사실, 보울비는 가족 내에서 "부분적 박탈"에 대한 문제를 잠깐 언급했지만, 이것은 그의 자서전에서 완전히 조사되지 않았다. 왜냐하면 주된 초점은 완전한 박탈의 위험에 있었기 때문이다.
마이클 루터는 논란이 되고 있는 보울비의 모성 박탈 가설에 상당한 기여를 했다. 그의 1981년 논문과 다른 논문들은 모성 결핍에 대한 Bowlby의 초기 연구의 확정적인 경험적 평가와 업데이트로 구성되어 있다. 그는 추가 증거를 수집하고, 다양한 사회 및 심리 메커니즘을 다루었으며, Bowlby가 부분적으로만 옳았고 종종 잘못된 이유로 인해 잘못되었음을 보여주었다. Rutter는 제도적 보호와 분리 고통의 복잡성에서 발견된 다른 형태의 박탈감을 강조했고; 반사회적 행동은 모성 결핍과 같은 것이 아니라 가정 불화와 관련이 있다고 제안했다. 모성 결핍 가설의 이러한 정교함의 중요성은 어린이가 어떤 경로를 택할지를 결정하는 다양한 영향과 함께 원인 물질보다는 "취약성 인자"로 재배치하는 것이었다.
Rutter는 최근 분리가 인지 및 정서 발달 불량과 관련된 많은 위험 요소 중 하나일 뿐이라고 언급하면서 발달의 복잡성과 유전적인 역할과 경험적 요인에 대한 주의를 권고했다.

## 아빠의 역할

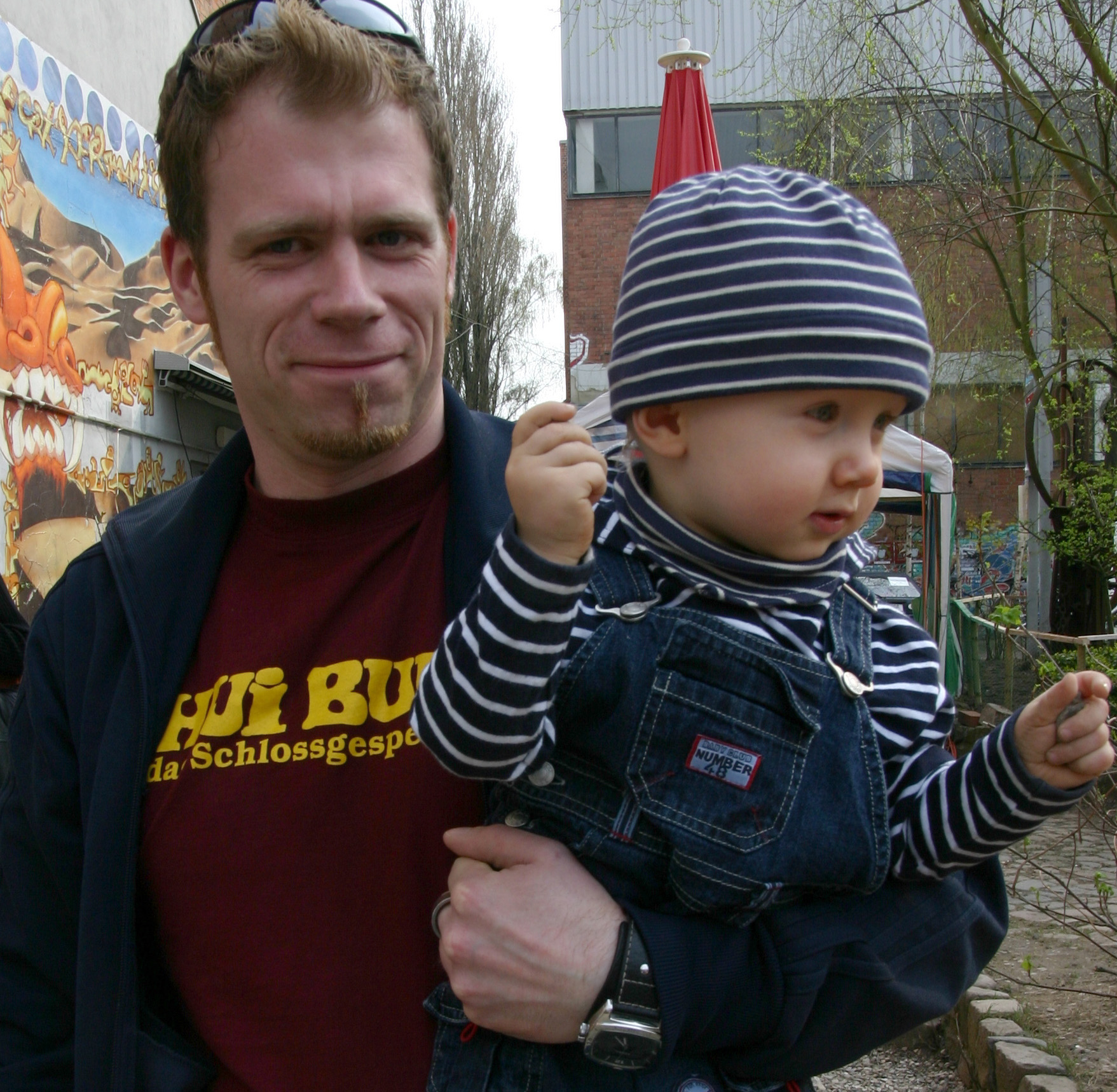
아버지와 아이의 모습이다.

영아와 어린 아이들의 일상적인 보살핌이 여성들에 의해 이루어졌고, 특히 엄마인 보울비는 "부모"와 "부모"라는 단어도 사용하지만 주로 엄마들과 "모성" 박탈을 언급했다. 아버지는 어머니에게 제공하는 현실적이고 정서적인 지원의 맥락에서만 언급되지만, 그 사본에는 아버지의 역할에 대한 구체적인 탐색이 포함되어 있지 않다. 또한 모성 역할이 반드시 여성들에 의해 충족되어야 하는지에 대한 어떠한 논의도 없다. 보울비의 작품은 일부 사람들에 의해 자연 어머니만을 의미하는 것으로 잘못 해석되었다.
1962년 세계보건기구(WHO) 간행물에는 아버지와의 자녀 관계의 중요성을 설명하는 1962년까지 이 문제에 대한 연구가 제한적으로 진행돼 온 "부부 박탈"의 영향에 관한 장(章)이 수록되어 있다. Ainsworth에 의해 미래에 그러한 연구가 더 많이 있을 것이며, 애착 이론에 크게 기여한 그녀의 초기 연구는 모든 가족 구성원과의 유아 관계를 다루었다. 에인스워스가 '부적절', '불연속', '왜곡' 어느 쪽보다 선호하긴 했지만, 제도적 돌봄과 관련해서는 '부모 박탈'이 더 정확했을 것이라는 의견도 나왔다.
New Society에 의해 "육아 분야의 고전"으로 묘사된, Michael Rutter는, 연구는 아이가 그들 중 한 명과 잘 지내는 한, 두 부모 모두 그들의 아이들의 발달에 영향을 미치고 어느 부모가 더 중요한지는 중요하지 않다는 것을 보여주었다고 주장했다.탄트는 나이, 성별, 기질발달에 따라 다양하다. 그는 "발달의 어떤 면에서는 동성 부모가 특별한 역할을 하는 것 같다. 어떤 면에서는 아이와 가장 많이 놀고 이야기를 나누는 사람도 있고 또 어떤 면에서는 아이를 먹이는 사람도 있다. 아버지, 어머니, 형제자매, 친구, 학교 선생님 그리고 다른 사람들은 모두 발전에 영향을 미치지만, 발달의 다른 측면에서 그들의 영향력과 중요성은 다르다. 어머니에게 덜 독점적인 관심이 요구된다. 아이들도 아빠가 있어요!"
Bowlby는 애착 이론에서 유아가 자신과의 사회적 상호작용에 민감하고 반응하는 보호자에게 애착을 갖게 되며, 유아가 엄마나 실제로 여성이 될 필요는 없다는 것을 분명히 한다. 사회 현실의 문제로서, 산모는 아동의 주요 보호자이며, 따라서 주요 애착 수치가 될 가능성이 더 높다. 그러나 애착 과정은 모든 보호자에게 적용되며, 유아들은 자신과 관련된 사람 및 참여 강도에 따라 많은 애착을 갖게 된다. 그러나 애착이론은 생후 약 7개월 이후의 애착 행동 및 관계의 발달에 관련되어 있으며, 초기 보호자-유아 상호작용에 관한 다른 이론과 연구가 있다.
사회 개발의 샤퍼(1996)는 아버지와 아이의 관계는 주로 각 사회의 요구 조건에 의해 형성된 문화적 구성이라고 제안한다. 영아를 여자아이보다 남자아이에게 맡긴 사회에서는 양육능력 차이가 발견되지 않았다.

## 페미니즘적 비판
페미니스트 비평가들로부터 모성 박탈의 개념을 목표로 하는 세 가지 광범위한 비판이 있었다.
첫번째는 Bowlby가 그의 사건을 과장했다는 것이다. 그의 결론에 기초한 연구는 모성 간호의 거의 완전한 결여를 포함했고, 생후 처음 3년간 별거가 해를 끼친다고 일반화하는 것은 정당하지 않았다. 그 이후의 연구는 하루 중 일부가 무해하다는 좋은 품질의 관리를 보여주었다. 계층 구조보다는 선호되는 인물에 대한 배타적인 관심에 대한 생각은 연구에 의해 입증되지 않았고 이러한 관점은 어머니에게 너무 큰 감정적 부담을 주었다.
둘째로, 그들은 볼비의 역사적 관점을 비판했고 그의 견해를 제2차 세계대전 이후 모성애와 가정생활의 이상화의 일부로 보았다. 정부가 보울비의 주창처럼 집에서 아이들을 돌보기 위해 어머니들에게 돈을 지불하고 싶어하지 않는 것처럼 보였지만, 그의 가설은 정부들에 의해 매우 필요한 주택 보육원을 폐쇄하기 위해 사용되었다.
셋째로, 페미니스트는 운명으로서의 해부학의 개념과 민족 중심적인 관찰로부터 파생된 "자연스러움"의 개념에 반대했다. 그들은 인류학은 모성 간호가 중요하지만 독점적인 부분이 아닌 안정된 성인 집단이 육아를 공유하는 것이 정상이라는 것을 보여준다고 주장했다.

## 최근 경향
모성 결핍에 대한 볼비의 초기 저술은 애착 이론이 나중에 발전하게 된 배경의 일부라고 볼 수 있지만, 둘 사이에는 많은 중요한 차이점이 있다. 1951년 출판 당시에는 이 분야에 대한 연구가 거의 없었고 초기 관계의 발전에 대한 포괄적인 이론도 없었다. 초기, 지속적이고 민감한 관계의 중요성에 대한 중심 제안과는 별도로, 모노그래프는 주로 사회 정책에 초점을 맞추고 있다.
애착 이론의 후속 발전을 위해, 보울비는 윤리학, 사이버네틱스, 정보 처리, 발달 심리학, 정신 분석으로부터 개념을 이끌어냈다. 애착 이론에 대한 최초의 공식적인 진술은 1958년, 1959년, 1960년에 세 개의 논문에서 제시되었다. 그의 주요 작품인 부칙은 1969년과 1980년 사이에 세 권으로 출판되었다. 애착이론은 초기 애착의 본질에 대한 생각을 혁신했고 광범위한 연구가 계속 진행되고 있다.
Zeanah에 따르면, "존 볼에 의해 요약된 바와 같이, 1969년에서 1980년까지의 윤리적인 애착 이론… 는 생애 첫 3년 동안 사회 및 정서 발달에 있어 중요한 위험과 보호 요소를 이해하는 가장 중요한 프레임워크 중 하나를 제공했다. 보울비(1951)의 자서전, 모성애와 정신 건강은 모성 결핍에 관한 세계 문헌을 검토하고 정서적으로 이용할 수 있는 보살핌이 영아 발달과 정신 건강에 중요하다고 제안했다." 현재 일반적으로 받아들여지고 있는 그 광범위한 성명 외에, 볼비의 모성 박탈 이론의 기본적인 세부 사항 중 신뢰성이 떨어지거나 애착 이론과 다른 아동 발달 이론과 연구에 의해 대체되지 않은 것은 극도의 박탈의 분야를 제외하고는 거의 남아 있지 않다.
냉전이 끝난 후 1990년대 초 동유럽 고아원이 문을 열면서 애착과 제도적 양육의 다른 측면에 대한 상당한 연구 기회가 제공되었지만, 그러한 연구는 역사적 맥락 외에 "산모적 박탈"을 거의 언급하지 않는다. 이산 증후군으로서의 모성 결핍은 극도의 결핍과 번성하지 못한 것과 관련해서 외에는 거의 사용되지 않는 개념이다. 오히려 다른 형태의 관리에서 다양한 범위의 결여와 결여 또는 관리 결여에 대한 고려가 있을 뿐 아니라, 애착이 발달 결과를 결정하는 데 있어 체질 및 유전적 요소를 고려한다.
그러나 이후 연구는 불행한 가정에서 자란 모든 어린이가 자신의 경험에서 결함을 재현하는 것은 아니지만 Bowlby의 "불익 주기" 개념을 확인했다. 오히려, 이것은 현재 아동기를 통한 일련의 경로로 개념화되며, 다양한 영향을 통해 특정 어린이가 어떤 경로를 택하는지가 결정된다.

## 심리학 외부에서의 인식
여성 보호자와의 분리가 심오한 영향을 미친다는 생각은 아동 발달에 대한 전통적인 연구 밖의 상당한 공명을 가지고 있다. 미국 법에서, 유아들의 양육권이 어머니들에게 우선적으로 주어졌을 때 "십대" 원칙이 오랫동안 적용되었다. 지난 10여 년 동안, 일부 결정은 "연령" 개념에서 도출된 것으로 보이지만, 다른 결정들은 2세가 부모 중 어느 쪽과도 관계를 발전시키기에는 너무 어리다는 반대되는 가정을 포함한다.
산모와의 분리의 폐해에 대한 우려는 일부 보완 및 대안 정신 치료법 뒤에 있는 믿음 시스템의 특성이다. 그러한 믿음 시스템은 어린 아이가 엄마의 보살핌으로부터 떨어져 있는 것의 영향뿐만 아니라, 이러한 믿음의 옹호자들이 태아적으로 발달한다고 믿는 엄마와 아이 사이의 감정적인 애착과 관련이 있다.
이런 애착은 생모로부터 떨어져 입양되면 정신적 충격으로 이어진다고 하는데, 이는 생일에 발생하더라도, 입양된 가족이 가능한 모든 사랑과 보살핌을 제공한다고 해도 말이다. 이러한 믿음들은 한때 정신분석학적 배경을 가진 심리학자 사이에 존재했다. 하지만 오늘날 엄마와 아기 사이의 태아 소통에 대한 믿음은 윌리엄 에머슨과 같은 관습적이지 않은 사상가들에게만 국한되어 있다.
태아 인식에 대한 믿음, 산모와 태아 사이의 정신적 소통, 태아 현상으로서의 아이에 대한 정서적 애착은 입양된 모든 아이들이 정서 장애를 겪는다는 근거 없는 가정과 쉽게 연결되는 개념이다. 이러한 믿음은 또한 나이 퇴행을 가져오고 더 나은 결과를 생산하기 위해 조기 발달을 재점검하는 것을 목적으로 하는 애착 치료와 같은 CAM 심리치료와 일치한다.

### 참고 문헌
- Bowlby, J. (1988). 《A Secure Base: Clinical Applications of Attachment Theory》. London: Routledge. ISBN 978-0-415-00640-8.
- Holmes, J. (1993). 《John Bowlby & Attachment Theory》. London: Routledge. ISBN 978-0-415-07730-9.
- Karen, R. (1998). 《Becoming Attached: First Relationships and How They Shape Our Capacity to Love》. Oxford, New York: Oxford University Press. ISBN 978-0-19-511501-7.